# Hyphessobrycon geryi
Hyphessobrycon geryi ist eine kleine Fischart aus der Salmlerfamilie Acestrorhamphidae, die im östlichen brasilianischen Amazonasbecken im Einzugsbereich des Rio Tocantins vorkommt. Er wurde erst 2020 wissenschaftlich beschrieben und nach dem französischen Ichthyologen Jacques Géry, Autor eines Standardwerks zu den Salmlern, benannt. Innerhalb der artenreichen Gattung Hyphessobrycon gehört Hyphessobrycon geryi zur Rosy-Tetra-Artengruppe.

## Merkmale
Hyphessobrycon geryi erreicht eine maximale Standardlänge von 2,8 Zentimetern und hat einen seitlich stark abgeflachten, eher hochrückigen Körper. Die vor dem Beginn der Rückenflosse gelegen maximale Körperhöhe beträgt etwa ein Drittel der Standardlänge. Das Maul ist endständig. Es reicht hinten bis zu einer gedachten senkrechten Linie am Vorderrand der Pupille. Der Rumpf der Fische ist weißlich bis gräulich, aber weitgehend transparent. Entlang der Wirbelsäule sind sie orangefarben. Die Rückenflosse zeigt einen auffälligen schwarzen Fleck und eine gelbe oder weiße Pigmentierung oberhalb und unterhalb des Flecks. Der übrige Bereich der Rückenflosse ist transparent. Die Afterflosse ist transparent und mit feinen hellroten Pünktchen besetzt. Die vordere Spitze der Afterflosse mit dem ersten und zweiten Flossenstrahl ist weißlich. Die Fettflosse ist transparent, ihre Basis ist leicht rötlich. Brust- und Bauchflossen sind transparent mit einer schwachen dunkelbraunen Punktierung. Die Spitzen der Bauchflossen sind weißlich. Die Schwanzflosse ist rötlich; ihr Rand ist hellbraun. Ein äußerlich sichtbarer Geschlechtsunterschied besteht nicht.
Morphometrie:
- Flossenformel: Dorsale ii-iii/9, Anale iii/22-23, Pectorale 12, Ventrale 8, Caudale 10-11/9-10.
- Schuppenformel: mLR 34-37.
- Branchiostegalstrahlen: 10